# Célestine Zanou
Célestine Zanou de son vrai nom Célestine Nabéi Zanou,  est une géographe et agro-économiste de formation, femme politique du Bénin. Elle est présidente du parti politique Dynamique du changement pour un Bénin debout et candidate à l'élection présidentielle béninoise de 2016.

## Biographie
Célestine Zanou est née en 1960 au Bénin. 
Professeure certifiée de géographie dès 1986 et polygotte (anglais et espagnol), 

## Carrière

### Carrière civile
Celestine Zanou enseigne la géographie pendant deux ans avant de se spécialiser en économie et l'agro-alimentaire en 1990.
Elle est nommée directrice de cabinet du ministère du Plan, de la Restructuration économique et de la promotion de l’emploi en 1996, puis directrice de cabinet du Président Mathieu Kérékou en 1998. 
En 2003, elle conduit pendant trois ans, le programme Suisse d’appui à la paix en Côte d’Ivoire aux côtés du premier ministre issu des accords de Marcoussis, Seydou Diarra. 

### Carrière politique
Célestine Zanou entre en politique en 2006.
Elle devient ensuite présidente du parti politique Dynamique du changement pour un Bénin debout et se présente aux élections présidentielles de 2016 au Bénin. Elle conduit en octobre 2020, la mission conjointe ONU-UA-CEDEAO d’appui au dialogue politique pour des élections présidentielles apaisées en Côte d’Ivoire, avec le réseau de médiatrice FemWise. 

## Prix et distinctions
- 2009 : « prix spécial » au Bénin[8] .
- 2018 : « prix Cléopâtre » à Parakou, au Bénin[9].

## Ouvrages
Elle publie en 2021, une biographie dans laquelle elle aborde la question de la démocratie et de la gouvernance au Bénin et en Afrique.
- Célestine Zanou, Convictions, Cotonou, éditions SdD, 28 février 2021, 527 p..